# Андрей Ямса
Андрей Ямса (ест. Andrei Jämsä, нар. 14 лютого 1982, Пярну, Естонія) — естонський веслувальник, бронзовий призер Олімпійських ігор 2016 року, триразовий чемпіон Європи.

## Виступи на Олімпіадах
| Олімпіада           | Дисципліна     | Місце |
| ------------------- | -------------- | ----- |
| Афіни 2004          | парна четвірка | 9     |
| Пекін 2008          | одиночка       | 17    |
| Лондон 2012         | парна четвірка | 4     |
| Ріо-де-Жанейро 2016 | парна четвірка | 3     |

## Зовнішні посилання
- Андрей Ямса — олімпійська статистика на сайті Sports-Reference.com (англ.) (архівна версія)
- Профіль [Архівовано 11 січня 2021 у Wayback Machine.] на сайті FISA.

1. ↑  Andrei Jamsa
2. 1 2  Eesti spordi biograafiline leksikon